# Takashi Fukunishi
Takashi Fukunishi (福西 崇史, Fukunishi Takashi, Niihama, 1 september 1976) is een Japans voormalig voetballer die als middenvelder speelde. Hij wordt in Japan gezien als een zeer goed voetballer. Ook speelde hij 64 interlands voor het Japans voetbalelftal en scoorde daarin 7 keer.

## Statistieken

### Clubs
| seizoen     | club             | land  | competitie | wed. | goals |
| ----------- | ---------------- | ----- | ---------- | ---- | ----- |
| 1995/96     | Jubilo Iwata     | Japan | J-League   | 10   | 1     |
| 1996/97     | Jubilo Iwata     | Japan | J-League   | 27   | 2     |
| 1997/98     | Jubilo Iwata     | Japan | J-League   | 21   | 4     |
| 1998/99     | Jubilo Iwata     | Japan | J-League   | 22   | 2     |
| 1999/00     | Jubilo Iwata     | Japan | J-League   | 27   | 10    |
| 2000/01     | Jubilo Iwata     | Japan | J-League   | 27   | 5     |
| 2001/02     | Jubilo Iwata     | Japan | J-League   | 29   | 4     |
| 2002/03     | Jubilo Iwata     | Japan | J-League   | 28   | 5     |
| 2003/04     | Jubilo Iwata     | Japan | J-League   | 26   | 5     |
| 2004/05     | Jubilo Iwata     | Japan | J-League   | 26   | 6     |
| 2005/06     | Jubilo Iwata     | Japan | J-League   | 23   | 2     |
| 2006/07     | Jubilo Iwata     | Japan | J-League   | 7    | 1     |
| 2007/08     | FC Tokyo         | Japan | J-League   | 28   | 6     |
| 2008/09     | Tokyo Verdy 1969 | Japan | J-League   |      |       |
| Bijgewerkt: | 11-09-2007       |       | Totaal     | 352  | 64    |

### Interlands
| Japans voetbalelftal | Japans voetbalelftal | Japans voetbalelftal |
| Jaar                 | Wed.                 | Dlp.                 |
| -------------------- | -------------------- | -------------------- |
| 1999                 | 3                    | 0                    |
| 2000                 | 0                    | 0                    |
| 2001                 | 2                    | 0                    |
| 2002                 | 10                   | 0                    |
| 2003                 | 6                    | 0                    |
| 2004                 | 18                   | 5                    |
| 2005                 | 14                   | 1                    |
| 2006                 | 11                   | 1                    |
| Totaal               | 64                   | 7                    |

## Erelijst
- J1 League Beste Elf: 1999, 2001, 2002, 2003
- Aziatische Cup Kampioen: 2004
- AFC Champions League Kampioen: 1999
- Aziatische Super Cup Kampioen: 1999
- Winnaar van de J1 League : 1997, 1999, 2002